# Монголски језик
Монголски језик (, ᠮᠣᠩᠭᠣᠯ
ᠬᠡᠯᠡ) је службени језик у Монголији и најпознатији језик из монголске породице језика. Користи га око 5,7 милиона људи. Осим у Монголији (90% становништва), овај језик се говори у Аутономном региону Унутрашњој Монголији на северу Кине. Стандардни језик је заснован на халха дијалекту.

## Класификација
Монголски језик спада у монголску породицу језика, која се неретко, заједно са туркијским и тунгуским језицима (повремено и са јапанским и корејским језиком), сврстава у алтајску језичку макро-породицу.

## Писмо
У Монголији се за записивање користи ћирилично писмо, док се у Кини користи традиционални монголски алфабет.

## Особине
Монголски језик је аглутинативан, а да би изразио различите односе у реченици, углавном се користи суфиксима. Основни ред речи је субјекат-објекат-предикат.
Присутно је осам падежа.
Познаје самогласничку хармонију.
Присутно је седам самогласника и 34 сугласника (неки сугласници су присутни само у страним речима).
Самогласници:
|               | Предњи | Централни | Задњи |
| ------------- | ------ | --------- | ----- |
| затворени     | i i:   |           | u u:  |
| полузатворени |        |           | ʊ ʊ:  |
| средњи        | e e:   | ɵ         | o:    |
| полуотворени  |        |           | ɔ ɔ:  |
| отворени      |        | а a:      |       |

Сваки самогласник може бити дуг и кратак; другим речима, дужина самогласника је дистинктивна, као и у српском (занимљиво је да је кратка варијанта гласа o заправо централни самогласник [ɵ]).
Према правилима самогласничке хармоније, самогласници се деле у две групе:
| Предњи  | Задњи   | Неутрални |
| ------- | ------- | --------- |
| e, u, o | a, ʊ, ɔ | i         |

Сугласници:
|                    |                     | уснени   | уснени        | зубни         | зубни    | предњонепчани | задњонепчани | задњонепчани | ресични |
| „Обични“           | палатализовани      | „Обични“ | Палатализован | Палатализован | „Обични“ | предњонепчани |              |              | ресични |
| ------------------ | ------------------- | -------- | ------------- | ------------- | -------- | ------------- | ------------ | ------------ | ------- |
| Назал              |                     |          |               |               |          |               |              |              |         |
| Плозив             | безвучни аспировани | ()       | ()            |               |          |               | ()           | ()           |         |
| Плозив             | безвучни            |          |               |               |          |               |              |              |         |
| Плозив             | звучни сугласник    |          |               |               |          |               |              |              |         |
| Африкат            | безвучни аспировани |          |               |               |          |               |              |              |         |
| Африкат            | безвучни            |          |               |               |          |               |              |              |         |
| Фрикатив           | Фрикатив            | ()       |               |               |          |               |              |              |         |
| Латерални фрикатив |                     |          |               |               |          |               |              |              |         |
| Вибрант            |                     |          |               |               |          |               |              |              |         |
| Апроксимант        |                     |          |               |               |          |               |              |              |         |

Сугласници у заградама се срећу само у страним речима.